# Pyreneosoma aranensis
Pyreneosoma aranensis es una especie de miriápodo cordeumátido de la familia Haplobainosomatidae endémica del noreste de la península ibérica (España).